# Горна Бургундия
Кралството Горна Бургундия (на френски: Haute Bourgogne, Bourgogne transjurane) е създадено по времето на Каролингите, по-късно е Маркграфство.

## Основаване
Образувано е през 888 г. след разпадането на Франкската империя на Карл Велики и съществува до 933 г., когато е било обединено с Долна Бургундия в Кралство Бургундия. Кралството включвало територията на западните части на съвременна Швейцария, Франш Конте и Шабле.
Намира се на територията на историческата област Трансюрания (Transjuranien).

## Списък на кралете на Горна Бургундия

### Крале наСредното кралство
- 843 – 855: Лотар I (795 – 855), император от 817, крал на Италия от 818, крал на Средното Франкско кралство от 843

### Крале на Лотарингия
- 855 – 869: Лотар II, крал на Лотарингия

### Крале наПрованс
- 855 – 863: Карл, крал на Прованс

### Маркграфове на Горна (Трансюранска) Бургундия
- ???–864: Хугберт
- 864 – 876: Конрад II, граф на Осер 859 – 864, маркграф на Горна Бургундия от 864
- 876 – 888: Рудолф I, крал на Горна Бургундия от 888

### Крале на Горна (Трансюранска) Бургундия
- 888 – 912: Рудолф I, крал на Горна Бургундия
- 912 – 937: Рудолф II, крал на Горна Бургундия, от 933 – крал на Долна Бургундия
- 937 – 993: Конрад III Тихи, крал на Арелат-Бургундия
- 993 – 1032: Рудолф III, крал на Арелат-Бургундия.
- 1034: влизане на Бургундия в състава на Свещената Римска империя.